# Furoksan
Furoksan (1,2,5-oksadiazol 2-oksid) je heterociklično jedinjenje iz izoksazolne familije. On je aminsko oksidni derivat furazana. Furoksan je donor azot-monoksida. Kao takav, furoksan i njegovi derivati se aktivno ispituju kao potencijalni lekovi i eksplozivi.
Furoksani se mogu formirati dimerizacijom nitril oksida.